# Filippo Sega
Pour les articles homonymes, voir Sega (homonymie).
Filippo Sega (né le 22 août 1537 à Bologne, États pontificaux, alors dans les États pontificaux, et mort le 29 mai 1596 à Rome) est un cardinal italien du XVIe siècle. Il est l'oncle du cardinal Girolamo Agucchi (1604).

## Biographie
Sega étudie à l'université de Bologne. Il est protonotaire apostolique, gouverneur de Césène, gouverneur de Forlì, gouverneur d'Imola, gouverneur de Romagne, gouverneur des Marches et auditeur à la Curie romaine. En 1575 il est nommé évêque de Ripatransone. Il est nonce extraordinaire en Flandre (en) et nonce apostolique en Espagne de 1577 à 1581. Il est transféré à Plaisance en 1578. De 1586 à 1587, il est nonce en Autriche (en).
En 1590, il remplace Enrico Caetani comme légat du pape auprès de la Ligue. Il s'efforce d’empêcher l’avènement d'Henri IV au trône de France. Il a été raillé dans la Satire Ménippée.
Le pape Innocent IX le crée cardinal lors du consistoire du 18 décembre 1591. Sega est nonce a latere et nonce en France de 1592 à 1594. 
Après l'entrée d'Henri IV dans Paris le 22 mars 1594, il permet à des ligueurs parisiens comme Christophe Aubry, curé de Saint-André-des-Arts, Jacques de Cueilly, curé de Saint-Germain-l'Auxerrois puis de Saint-Germain-le-Vieux et le père Varade, supérieur des jésuites, de se réfugier à Rome,.
Le cardinal Sega ne participe pas au conclave de 1592 (élection de Clément VIII). Il est nommé président de la Congregatio Germanica en 1595.

## Succession apostolique
Filippo Sega a ordonné les évêques suivants :
- Évêque Francisco Trujillo (es) (1578)
- Évêque Georges d'Arradon (1593)
- Évêque Alessandro Boccabarile (1596)
- Archevêque Minuccio Minucci (it) (1596)